# Модель Гуммеля—Пуна
Модель Гуммеля—Пуна - математична модель біполярного транзистора, запропонована Гуммелем (англ. Hermann Gummel) і Пуном (англ. H. C. Poon) в 1970 році.
До складу моделі входять ідеальні діоди, ідеальні керовані джерела струму, паразитні ємності, опори областей бази, еміттера і колектора.
Модель Гуммеля—Пуна та сучасні її варіанти широко використовуються в популярних програмах, таких як SPICE.
| Позначення    | Опис | Одиниця вимірювання | Значення за замовчуванням     |
| ------------- | --- | ------------------- | ----------------------------- |
| AF            | Показник степеня надлишкового низькочастотного шуму (флікер-шуму) | -                   | 1                             |
| BF            | Статичний коефіцієнт передачі струму в схемі з загальним емітером (β) в активному режимі роботи БТ при прямому включенні в тому випадку, коли допустимо знехтувати залежністю β від струму і напруги на колекторному переході | -                   | 100                           |
| BR            | β при інверсному включенні в тому випадку, коли допустимо знехтувати його залежністю від струму і напруги на емітерному переході                                                                                              | -                   | 1                             |
| CN            | Показник степеня в температурній залежності параметра RCO | -                   | 2,43 для n-p-n 2,20 для p-n-p |
| D             | Показник степеня в температурній залежності параметра VO | -                   | 0,52 для n-p-n 0,87 для p-n-p |
| CJE, CJC, CJS | Бар'єрні ємності емітерного, колекторного переходу і переходу підкладки при відсутності зовнішньої напруги на p-n переході | Ф                   | 0                             |
| EG            | Ширина забороненої зони | еВ                  | 1,11                          |
| FC            | Коефіцієнт, що характеризує діапазон напруги, в якому визначена величина бар'єрної ємності прямозміщеного переходу | -                   | 0,5                           |
| GAMMA         | Коефіцієнт, що характеризує ступінь легування епітаксіальної плівки колектора | -                   | 10 ... 11                     |
| IKF           | Струм «зламу» залежності IC(VBE)для прямого включення | А                   | ∞                             |
| IKR           | Струм «зламу» залежності IE (VBC) для інверсного включення | А                   | ∞                             |
| IRB           | Базовий струм, при якому опір бази падає на півдорозі до мінімуму | А                   | ∞                             |
| IS            | Струм, що описує перенос неосновних носіїв заряду в базі | А                   | 1.00E-016                     |
| ISE (ISC)     | Зворотний струм насичення, обумовлений процесами генерації-рекомбінації в області просторового заряду емітерного (колекторного) p-n переходу                                                                                  | А                   | 0                             |
| ISS           | Зворотний струм насичення p-n переходу підкладки | А                   | 0                             |
| ITF           | Струм, що описує залежність часу прольоту через базу TF від струму колектора | А                   | 0                             |
| KF            | Коефіцієнт надлишкового низькочастотного шуму | -                   | 0                             |
| MJE, MJC      | Показник степеня в залежності бар'єрної ємності емітерного і колекторного переходу від зворотної напруги | -                   | 0,33                          |
| MJS           | Показник степеня в залежності бар'єрної ємності переходу підкладки від зворотної напруги | -                   | 0,5                           |
| NC            | Коефіцієнт неідеальності для ISC | -                   | 2,0                           |
| NE            | Коефіцієнт неідеальності для ISE | -                   | 1,5                           |
| NF            | Коефіцієнт неідеальності для прямого включення | -                   | 1,0                           |
| NK            | Показник степеня в залежності колекторного струму від струмів «зламу» (IKF, IKR) | -                   | 0,5                           |
| NR            | Коефіцієнт неідеальності для інверсного включення | -                   | 1,0                           |
| NS            | Коефіцієнт неідеальності для p-n переходу колектор-підкладка | -                   | 1,0                           |
| QCO           | Множник, що характеризує заряд в епітаксиальному шарі колектора | Кл                  | 0                             |
| QUASIMOD      | При QUASIMOD = 0 не враховуються, а при QUASIMOD = 1 - враховуються температурні залежності параметрів GAMMA, RCO, VO | -                   | 0                             |
| RB            | Опір бази (макс) при відсутності зовнішньої напруги на p-n переходах | Ом                  | 0                             |
| RBM           | Опір бази (мін) при максимальному базовому струмі | Ом                  | RB                            |
| RC            | Опір напівпровідникової області колектора | Ом                  | 0                             |
| RCO           | Опір епітаксиального шару колектора при відсутності зовнішньої напруги на p-n переходах | Ом                  | 0                             |
| RE            | Опір напівпровідникової області емітера | Ом                  | 0                             |
| TF, TR        | Час прольоту неосновних носіїв заряду через квазінейтральну базу в активному режимі роботи при прямому і інверсному включенні                                                                                                 | с                   | 0                             |
| TRB1          | Коефіцієнт, що характеризує лінійну температурну залежність RB | °C-1                | 0                             |
| TRB2          | Коефіцієнт, що характеризує квадратичну температурну залежність RB | °C-2                | 0                             |
| TRC1          | Коефіцієнт, що характеризує лінійну температурну залежність RC | °C-1                | 0                             |
| TRC2          | Коефіцієнт, що характеризує квадратичну температурну залежність RC | °C-2                | 0                             |
| TRE1          | Коефіцієнт, що характеризує лінійну температурну залежність RE | °C-1                | 0                             |
| TRE2          | Коефіцієнт, що характеризує квадратичну температурну залежність RE | °C-2                | 0                             |
| TRM1          | Коефіцієнт, що характеризує лінійну температурну залежність RBM | °C-1                | 0                             |
| TRM2          | Коефіцієнт, що характеризує квадратичну температурну залежність RBM | °C-2                | 0                             |
| VAF, VAR      | Напруга Ерлі при прямому і інверсному включенні | В                   | ∞                             |
| VJE, VJC, VJS | Контактна різниця потенціалів емітерного, колекторного і переходу підкладки | В                   | 0,75                          |
| VO            | Падіння напруги на епітаксиальному шарі колектора, при якому ефективна рухливість основних носіїв заряду зменшується в два рази в порівнянні із значенням в слабких електричних полях                                         | В                   | 10,0                          |
| VTF           | Напруга, яке описує залежність часу прольоту через базу TF від напруги на колекторному переході | В                   | ∞                             |
| XCJC          | Коефіцієнт «розщеплення» ємності колектор-база | -                   | 1,0                           |
| XCJC2         | Коефіцієнт «розщеплення» ємності колектор-база | -                   | 1,0                           |
| XCJS          | Коефіцієнт «розщеплення» ємності колектор-підкладка | -                   | 1,0                           |
| XTB           | Температурний коефіцієнт параметрів BF і BR | °C-1                | 0                             |
| XTF           | Коефіцієнт, що визначає залежність часу прольоту через базу TF від величини зміщення (IE, VBC) | -                   | 0                             |
| XTI           | Температурний коефіцієнт параметра IS | °C-1                | 3,0                           |